# Gardon (muziekinstrument)

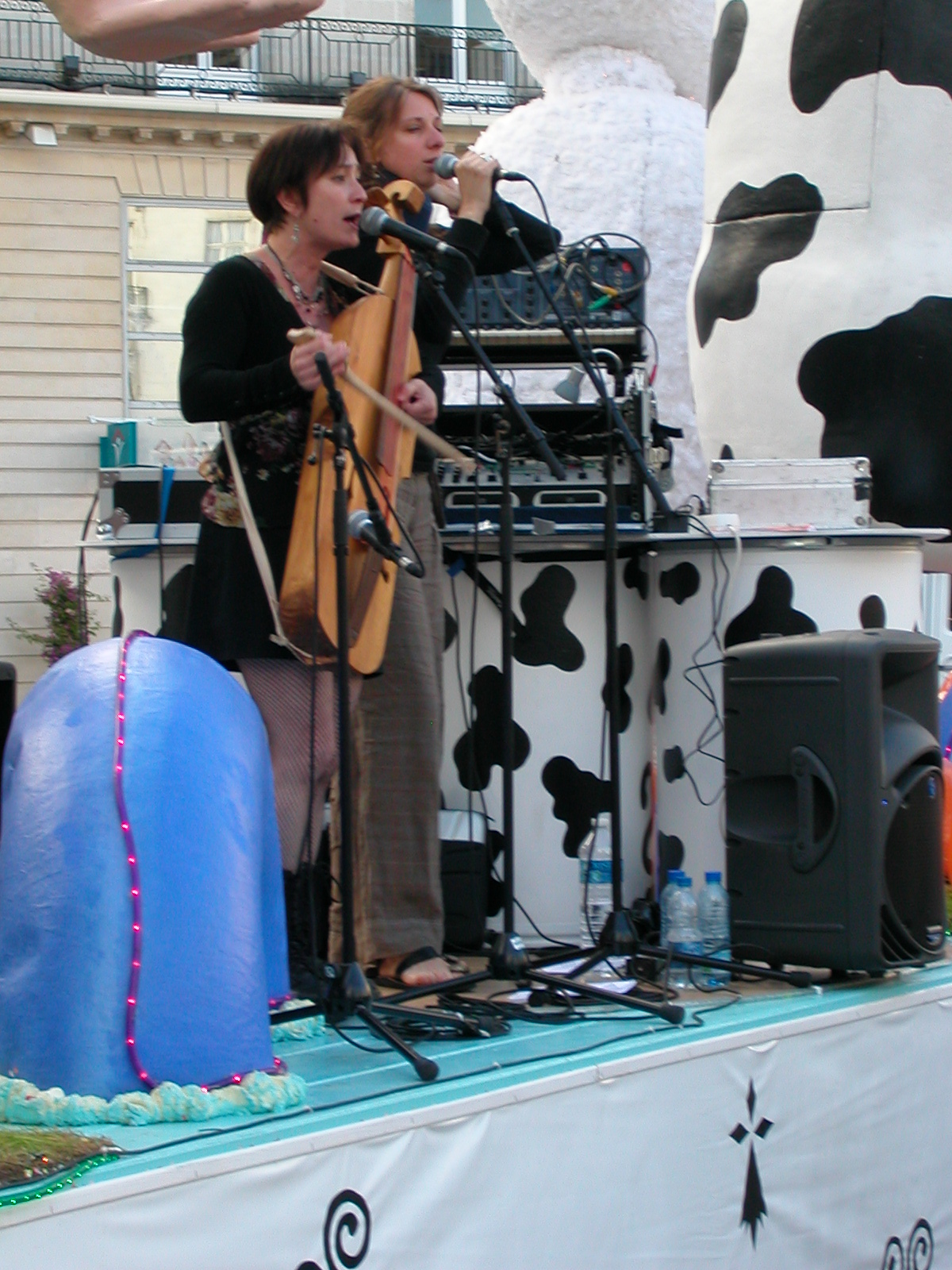
Gardonspeelster

De gardon of ütőgardon is een Hongaars snaarinstrument.
Het instrument is ongeveer zo groot als een cello. De vier snaren zijn op dezelfde toonhoogte, een D, gestemd, en worden bespeeld door er met een houten stok of een strijkstok op te slaan. Ook wordt wel één lichtgespannen snaar zo hard getokkeld dat deze tegen de klankkast aan slaat.
Behalve in Hongarije vindt men de gardon ook in de volksmuziek van Servië, Roemenië, Moldavië en de Karpaten (grensgebied van Polen en Oekraïne).